# Chiến tranh Liên minh thứ Năm
Liên minh thứ năm chỉ gồm có Vương quốc Anh và Áo, chống lại Đế quốc Pháp cùng các đồng minh là Vương quốc Ý, Bayern, Sachsen, Hà Lan, Napoli, Liên bang sông Rhine, Công quốc Warszawa.
Cuộc chiến giữa 2 phe diễn ra ở Trung Âu, Hà Lan, Ý và chỉ kéo dài từ 14 tháng 4 tới 14 tháng 10 năm 1809.

## Bối cảnh
Ngày 2.5.1808, dân Tây Ban Nha nổi dậy chống sự chiếm đóng của Đế quốc Pháp với sự hỗ trợ của Vương quốc Anh, và Bồ Đào Nha tiếp tục buôn bán với Vương quốc Anh, bất chấp lệnh phong tỏa lục địa (Blocus continental) của Pháp. Quân Pháp dưới quyền chỉ huy của tướng Pierre Dupont de l'Étang bị thua trận Bailén (1) (Tây Ban Nha) từ 18 tới 22.7.1808, khiến hoàng đế Napoléon Bonaparte phải chuyển quân sang Tây Ban Nha. Quân Pháp dễ dàng đánh bại quân Tây Ban Nha và quân Anh. Tuy nhiên cuộc kháng chiến của dân Tây Ban Nha tiếp tục kéo dài tới khi toàn thắng quân Pháp năm 1814, đuổi Joseph Bonaparte (anh của Napoléon Bonaparte) về nước và Fernando VII lên làm vua.
Nước Áo - lần trước không tham gia Liên minh thứ tư - nay thấy có cơ hội lấy lại quyền lực của mình sau khi bị thua trận Austerlitz (2) nên liên minh với Anh để chống Pháp.

## Diễn tiến các trận chiến
Lúc đầu, Áo thắng vài trận vì quân Pháp dưới quyền chỉ huy của thống chế Davout ít và quá yếu. Áo cũng tấn công Công quốc Warszawa, nhưng bị quân Ba Lan đánh bại trong trận Raszyn (3) (Ba Lan) ngày 19.4.1809.
Napoléon chỉ huy quân Pháp phản công Áo và thắng vài trận nhỏ, tới trận Aspern-Essling (4) (Áo) từ 20 tới 22.5.1809 thì Napoléon bị thua chiến thuật. Tuy nhiên Đại quận công Karl chỉ huy quân Áo đã mắc sai lầm khi không truy kích quân Pháp. Sau đó Napoléon vây hãm Viên từ tháng 7 năm 1809 và chiến thắng quyết định trong trận Wagram (5) ngày 5 - 6.7.1809, buộc Áo phải xin đình chiến và ký Hòa ước Schönbrunn (6) ngày 14.10.1809.
Vương quốc Anh vẫn chống Pháp và có vài trận thắng trên biển. Trên lục địa châu Âu, Anh chỉ hỗ trợ cuộc chiến trên bán đảo Iberia và gửi một đoàn quân viễn chinh tới Walcheren gồm 40.000 người (7) (vùng Zeeland, Hà Lan) từ 30.7 tới 10.12.1809 để tấn công căn cứ hải quân Antwerpen của Pháp và để chia cắt lực lượng Pháp nhằm giúp Áo (mới thua trận Wagram), nhưng cuối cùng Anh phải rút lui.

## Hậu quả của cuộc chiến
Khi ký Hòa ước Schönbrunn, Áo chịu nhiều thiệt thòi, phải nhường vùng Tyrol và Salsburg cho Vương quốc Bayern, một phần Ba Lan cho Công quốc Warszawa, vùng Trieste (Ý) và Dalmatia (nay thuộc Croatia) cho Pháp và phải bồi thường một số tiền lớn chiến phí cho Pháp.
Năm 1810, Đế quốc Pháp mở rộng tới mức tối đa. Ngoài Pháp, Napoléon cũng là vua Vương quốc Ý, người lãnh đạo Liên bang Thụy Sĩ, Liên bang sông Rhine, viên đại sứ của Napoléon điều khiển không chính thức Công quốc Warszawa (nay là Ba Lan). Các đồng minh của Napoléon là Vương quốc Tây Ban Nha (do người anh Joseph Bonaparte làm vua), Vương quốc Wesphalen (do em út Jérôme Bonaparte cai trị), Vương quốc Napoli (do em rể là thống chế Joachim Murat làm vua), Công quốc Lucca và Piombio (Ý) (do em rể Félix Baciocchi cai trị), cùng các nước cựu thù là Phổ và Áo. Cùng năm, Napoléon kết hôn với công chúa Áo Marie-Louise để liên minh lâu dài với Áo và để có con thừa kế, mà người vợ trước - Joséphine de Beauharnais - không có.

## Các trận chiến giữa phe Pháp và Liên minh thứ năm
- 11 - 12.4.1809: trận hải chiến Basque Roads (île d'Aix, Pháp), Anh thắng Pháp
- 16.4.1809: trận Sacile (Ý), Áo thắng Pháp-Ý
- 19.4.1809: trận Teugen-Hausen (Bayern), Pháp thắng Áo
- 19.4.1809: trận Raszyn (Ba Lan), Ba Lan thắng Áo
- 19 - 23.4.1809: trận Ratisbon (Đức), Pháp thắng Áo
- 20.4.1809: trận Abensberg (Bayern), Pháp thắng Áo
- 21.4.1809: trận Landshut (Bayern), Pháp-Bayern-Württemberg thắng Áo
- 21 - 22.4.1809: trận Eckmühl (Bayern), Pháp thắng Áo
- 3.5.1809: trận Ebersberg (Áo), Pháp thắng Áo
- 7 - 8.5.1809: trận Piave (Ý), Pháp-Ý thắng Áo
- 21 - 22.5.1809: trận Aspern-Essling (Áo), Áo thắng Pháp
- 25.5 - 1.11.1809: trận Bergisel (Áo), Pháp-Bayern thắng quân Tyrol (Áo)
- 14.6.1809: trận Raab (Hungary), Pháp-Ý thắng Áo
- 5 - 6.7.1809: trận Wagram (Áo), Pháp thắng Áo
- 8.7.1809: trận Gefrees (Đức), Áo thắng Pháp-Wesphalen-Sachsen
- 10 - 11.7.1809: trận Znaïm (Cộng hòa Séc), bất phân thắng bại (Áo đề nghị đình chiến)
- 30.7 - 10.12.1809: Chiến dịch Walcheren (Hà Lan), Pháp-Hà Lan thắng Anh